# 古蘭經譯本列表
本條目是古蘭經翻譯的子條目。

## 依印刷年代排序

### 7世紀
- 波斯人薩爾曼把開端章從阿拉伯語譯成波斯語[1]。

### 11世紀
- 波斯語譯本Qur'an Quds，譯者不詳。

### 12世紀
- 1143(?)年在可敬者彼得的組織下，由克頓的勞勃領導的翻譯群將《古蘭經》譯成拉丁文，名為《假先知穆罕默德的律法》。

### 13世紀
- 拉丁文譯本，阿拉伯語直譯，譯者為托雷多的馬克。

### 16世紀
- 1543年希爾多·畢卜里安德修改1143年的《假先知穆罕默德的律法》，是第一本印刷的拉丁文《古蘭經》。
- 1547年義大利文譯本。

### 17世紀
- 1616年德語譯本《穆罕默德的古蘭經》（Alcoranus Mahometicus），由徐威格（S. Schweigger）譯自義大利語譯本。
- 1647年法語譯本《穆罕默德的古蘭經》（L'Alcoran de Mahomet），由Andre du Ryer翻譯，是從阿拉伯語直譯成歐洲語言的第三個譯本，前二個譯本分別於1100年代及1200年代譯成拉丁語。
- 1649年英語譯本《穆罕默德的古蘭經》（Alcoranus Mahometicus），由亞歷山大·羅絲譯自Andre du Ryer的法語譯本。
- 1658年荷蘭語譯本《穆罕默德的古蘭經》（Mahomets Alkoran），由Hendrik Jan Glasemaker譯自Andre du Ryer的法語譯本。
- 1698年拉丁語譯本，是直譯自阿拉伯語的第三個拉丁語譯本，書中大量註解，有時是基督教觀點。譯本的序言是穆罕默德的生平介紹以及對伊斯蘭教義的討論，由神父Louis Maracci執筆。

### 18世紀
- 1734年英語譯本《古蘭經》（KORAN）。此譯本直譯自阿拉伯語，附有註解與評論。書中序言部分有喬治·塞爾撰寫的對《古蘭經》的基本認識，文章明顯受Louis Maracci神父的影響。美國國父湯瑪斯·傑佛遜即擁有此書的複本，美國第110屆國會議員凱斯·埃里森是首位穆斯林議員，在宣誓就職時以此書代替《聖經》。

### 19世紀
- 1841年Flügel奠定了現代《古蘭經》研究與歐洲語言新譯本的基礎[]。
- 1858年波蘭語《古蘭經》（Quran (al Quran)），Jan Murza Tarak Buczacki翻譯。
- 1861年英語《古蘭經》（The Quran），約翰·羅德威爾翻譯。
- 1800年英語《古蘭經》（THE QUR'ÂN），愛德華·帕勒梅爾翻譯。
- 1886年孟加拉語《？》，Girish Chandra Sen翻譯。他是首度將《古蘭經》翻譯成孟加拉語的人。

### 20世紀
- 1900年烏爾都語《古蘭經譯本》（Tarjama Quran），Maulana Aashiq Ilahi Meeruti翻譯。
- 1910年烏爾都語《Kanzul Iman》，Aalahazrat Imam Ahmad Raza Khan翻譯。
- 1915－19烏爾都語《Tarjama Shaikhul Hind》，Shaikhul Hind Maulana Mahmood Hasan Deobandi翻譯
- 1917年英語《神聖古蘭經》（The Holy Qur'an），穆罕默德·阿里翻譯。ISBN 0-913321-11-7. （页面存档备份，存于）
- 1930年英語《榮耀古蘭經的義理》（The Meaning of the Glorious Koran），馬穆杜克·皮克索翻譯。ISBN 1-879402-51-3 （页面存档备份，存于）  （页面存档备份，存于）
- 1934年英語《神聖古蘭經：原文、譯文與評注》（The Holy Qur'an: Text, Translation and Commentary），阿卜杜拉·约素福·阿里翻譯。ISBN 0-915957-76-0.

## 依譯者與語言排序

### 孟加拉語
《马阿里夫尔古兰》，毛拉纳穆秀丁汗译本。

### 漢語
- 1724年劉智在《天方至聖實錄》書中有《古蘭經》三章譯文，即第1、110和103章。
- 《寶命真經直解》，馬復初譯，僅存五卷。
- 1927年《可蘭經》，李鐵錚轉譯自坂本健一的日文譯本並參照約翰·羅德威爾的英譯本轉譯而成。
- 1931年《漢譯古蘭經》，姬覺彌主持，在數位回族阿訇協助下翻譯完成。
- 《古蘭經譯解》，王靜齋譯，是中國首位由穆斯林翻譯的《古蘭經》全譯本。他用文言、白話體分別作了三次嘗試，先後於1932、1943及1946年分別印行甲、乙、丙三種譯本，其中以丙譯本最有影響力。
- 1943年《可蘭經漢譯附傳》，劉錦標翻譯。
- 1947《古蘭經大義》，楊敬修翻譯，採用嚴格的直譯法。
- 1958《古蘭經國語譯解》，時子周轉譯自阿卜杜拉·约素福·阿里英文譯本。
- 1981年《古蘭經》，馬堅譯，是目前漢語世界最流行的版本。1950年時已先出版了《古蘭經》前六章。
- 1981年《古蘭經韻譯》，林松翻譯。
- 1989年《古蘭經中阿文對照詳注譯本》，仝道章轉譯自馬穆杜克·皮克索英文譯本。
- 1990年《古蘭經》，周仲羲翻譯。
- 1996年《清真溪流——古蘭經新譯》，沈遐淮轉譯自阿卜杜拉·约素福·阿里英文譯本。
- 1996年《古蘭經》，馬振武翻譯。
- 2003年《古蘭經譯注》，中阿對照，馬金鵬譯，死後三年由其子女於2005年出版，附有詳細的注釋。
- 2005年《古蘭經簡注》，馬仲剛翻譯。

### 日語
- 1920年《聖古蘭》（聖古蘭），坂本健一譯自約翰·羅德威爾的英文譯本，在作為15冊《世界宗教經典全集》中的兩冊出版。
- 1938年《圣香兰经（伊斯兰教典）》，高桥五郎、有贺阿马土翻译。
- 1950年《古蘭經》（古蘭），大川周明翻譯。
- 1957年《古蘭經》（コーラン），井筒俊彦翻譯，1964年修訂再版。他是首位將《古蘭經》直譯自阿拉伯語的人。
- 1970年《古蘭經》（コーラン），藤本勝次、伴康哉、池田修翻譯，2002年修訂再版。
- 1972年《聖古蘭日阿對照》（日亜対訳注解聖クルアーン），三田了一翻譯，1982年修訂再版。